# Jakob Bergstedt
Jakob Bergstedt (ur. 9 grudnia 1977) – szwedzki snowboardzista, brązowy medalista mistrzostw świata.

## Kariera
W Pucharze Świata zadebiutował 23 listopada 1996 roku w Zell am See, gdzie zajął szóste miejsce w snowcrossie. Tym samym już w swoim debiucie wywalczył pierwsze pucharowe punkty. Na podium zawodów pucharowych jedyny raz stanął 12 stycznia 1997 roku w Lenggries, wygrywając rywalizację w slalomie. W zawodach tych wyprzedził Austriaka Stefana Kaltschütza i swego rodaka, Ulfa Maarda. Najlepsze wyniki osiągnął w sezonie 1996/1997, kiedy to zajął 46. miejsce w klasyfikacji generalnej.
Jego największym sukcesem jest brązowy medal w snowcrossie wywalczony na mistrzostwach świata w San Candido w 1997 roku. Uplasował się tam za dwoma Austriakami: Helmutem Pramstallerem i Klausem Sammerem. Był to jedyny medal wywalczony przez niego na międzynarodowej imprezie tej rangi. Na tych samych mistrzostwach był też między innymi dziesiąty w slalomie równoległym (PSL). Nie startował na igrzyskach olimpijskich.
W 1997 r. zakończył karierę.

## Osiągnięcia

### Mistrzostwa świata
| Miejsce | Dzień       | Rok  | Miejscowość | Konkurencja       | Zwycięzca          |
| ------- | ----------- | ---- | ----------- | ----------------- | ------------------ |
| 25.     | 22 stycznia | 1997 | San Candido | Gigant            | Thomas Prugger     |
| 18.     | 23 stycznia | 1997 | San Candido | Slalom            | Bernd Kroschewski  |
| 10.     | 25 stycznia | 1997 | San Candido | Slalom równoległy | Mike Jacoby        |
| 3.      | 26 stycznia | 1997 | San Candido | Snowboardcross    | Helmut Pramstaller |

### Puchar Świata

#### Miejsca w klasyfikacji generalnej
- sezon 1996/1997: 46.

#### Miejsca na podium
1. Lenggries – 12 stycznia 1997 (slalom) - 1. miejsce